# 航海士の希望
『航海士の希望』（こうかいしのきぼう、英: The navigator's hope）はジョアン・ミロが1968年から1973年にかけて制作した連作絵画。これらの半数は Pilar Juncosa の寄贈によってバルセロナのミロ美術館に所蔵され、残りは各々個人蔵となっている。

## 背景
この連作の主題は、ミロの実生活と直接関係が無いようである。一方、同時期の同種の作品には、当時の様々な事件との明確な関係が見られる。例えば『死刑囚の希望』はフランコ政権によって有罪とされ処刑された活動家サルバドール・プッチ・アンティックにまつわるものであり、『燃やされた画布』は1968年5月の五月革命に触発されたものかもしれない。
1968年から1973年にかけて、ミロはマヨルカにいた。そこで彼は自らの画風をかえりみて、また東洋文化への興味を新たにしていた。激しい色合いの上に描かれる書道的な筆使いから、ジャック・デュパンはミロが日本美術に影響を受けていたと指摘している。マドリード・コンプルテンセ大学の Pilar Cabañas が述べているように、この影響は遠く離れた日本と相補的な関係にあった。すなわち1937年に東京で開かれたシュルレアリスム展に際し、瀧口修造は日本で初めてミロの評論を著した。ミロと瀧口は語り合い、何らかの共同制作を行ないたいと表明したものの、個人的事情と瀧口の健康上の理由により、それが実を結んだのは1967年になってのことであった。『航海士の希望』の連作が開始されたのは、その翌年である。その年、マーグ画廊で開かれたミロの展示会カタログには、いくつかの詩がミロ自身による挿絵つきで載せられたが、その中には瀧口の詩もあった。その後1970年代半ばまで、ミロと瀧口は何度か共同制作を行なっている。

## 各作品
いずれもカンバスに油彩で描かれている。
| 作品                      | 制作年 | サイズ (cm) | 美術館     | 都市       | 出典   |
| ------------------------- | ------ | ----------- | ---------- | ---------- | ------ |
| The navigator's hope I    | 1968   | 24.5×41     | ミロ美術館 | バルセロナ | [ 5 ]  |
| The navigator's hope II   | 1968   | 24×41       | 個人蔵     |            | [ 6 ]  |
| The navigator's hope III  | 1973   | 24.5×41     | ミロ美術館 | バルセロナ | [ 7 ]  |
| The navigator's hope IV   | 1973   | 24.8×41     | ミロ美術館 | バルセロナ | [ 8 ]  |
| The navigator's hope V    | 1973   | 24.5×41     | 個人蔵     |            | [ 9 ]  |
| The navigator's hope VI   | 1973   | 24.3×41     | ミロ美術館 | バルセロナ | [ 10 ] |
| The navigator's hope VII  | 1973   | 24.5×41     | 個人蔵     |            | [ 11 ] |
| The navigator's hope VIII | 1973   | 24×41       | 個人蔵     |            | [ 12 ] |

## 解釈
デュパンによるとこの連作には、ミロが1968年に繰り返し用いた手法が見られる。それは黒または暗色を背景とした、鮮やかな色使いに特徴づけられる。1968年に制作された連作の最初の 2 枚は、『死刑囚の希望』と明らかな類似点が見られる。それは特に筆使い、および図と背景の関係に現われている。対照的に、1973年に制作された残りの絵は、ニューヨーク近代美術館に所蔵されている1966年の『母音の歌』に似ている。連作の最後の方は太い線の数が増えることにより、黒い背景はよく目立つ大きな色面によって埋められてゆき、筆使いは東洋の書道のそれに似たものとなっている。
いつであろうと、ミロが赤い点を描いたら、それは他のどこでもなくそこにあり、そこにあるべきなのだ。—アンリ・マティス

## 関連文献
- Clavero, Jordi.J (2010), Fundació Joan Miró. Foundation's Guide, Barcelona: Polígrafa, ISBN 978-84-343-1242-5
- Cabin, Pilar (1999), “Shuzo Takiguchi The poems of Joan Miró. The origin of an artistic collaboration” (Spanish), Japan, a Comparative Approach, Proceedings of the Third and Fourth Congress of the Association of Japanese Studies in Spain, Association of Japanese Studies in Spain, pp. 313-327
- Dupin, Jacques; Lelong-Mainaud (2003). Catalogue raisonée. Paintings. vol. V: 1969/1975. Paris: Daniel Lelong. pp. no. 1498 to 1505, pg: 126_1968, 127_1973, 128_1973, 129_1973